# Id Tech 2
id Tech 2 (conosciuto anche come Quake II engine) è un motore grafico creato da id Software, realizzato originariamente per lo sparatutto in prima persona Quake II.

## Caratteristiche
Una delle maggiori differenze rispetto al suo predecessore, il Quake engine che muoveva Quake, è il supporto nativo per le schede video acceleratrici, in particolare attraverso OpenGL (in Quake il supporto fu aggiunto in un secondo momento, grazie ad una patch), e l'abbandono del sistema operativo MS-DOS per il passaggio a Windows. L'uso di Windows ha inoltre reso possibile l'uso delle Dynamic-link library per contenere alcuni elementi di gioco, che hanno portato ad un miglioramento delle prestazioni rispetto al precedente sistema (un linguaggio proprietario, il QuakeC, che veniva interpretato dal software in maniera indipendente anche in architetture hardware differenti). L'uso delle dll facilitò anche lo sviluppo di mod che con Quake II proliferarono in modo massiccio.
Il formato dei livelli utilizza sempre il metodo della partizione binaria dello spazio (BSP) ma, sfruttando in modo più 'pesante' OpenGL (e di conseguenza le schede grafiche) sono stati introdotti notevoli miglioramenti, quali una palette di colori ampliata e nuovi effetti di illuminazione (come il Colered Lighting). Anche qui, come in Quake, il livello di illuminazione delle mappe viene pre-calcolato in sede di creazione della mappa, ma in questo caso il metodo di calcolo sfrutta un algoritmo di Radiosity che genera una illuminazione delle mappe sensibilmente più realistica.
Il Tech2 inoltre permette la creazione di modelli più sofisticati rispetto al Tech1 (che di fatto permetteva di cambiare solo la texture del modello): il nuovo sistema (MD2) permette infatti la creazione di modelli poligonali diversi e dotati di animazioni scheletriche (Skeletal Animation) e proprie texture, il che diede il la ad una proliferazione di modelli di tutti i generi.

## Codice sorgente
John Carmack, principale programmatore del motore grafico, ha pubblicato il codice sorgente del motore il 22 dicembre del 2001 sotto licenza GNU. Da allora sono stati realizzati, da terzi, diversi port: tra gli altri, notabili sono Jake 2, scritto in Java, e una versione scritta sfruttando la piattaforma .NET di Microsoft.

## Giochi che utilizzano id Tech 2

### Commerciali
- Anachronox
- Daikatana
- Heretic II
- Kingpin: Life of Crime
- Quake II
- SiN
- Soldier of Fortune

### Open Source
- CodeRED: Alien Arena
- War§ow
- UFO: Alien Invasion